# Parc René-Veillet
45° 29′ 09″ N, 73° 27′ 07″ O
Pour les articles homonymes, voir Veillet.
Le parc René-Veillet, situé au numéro 1050 de la rue de Parklane au cœur de l'arrondissement Greenfield Park, de la ville de Longueuil, au Québec, au Canada comporte un ensemble d'aménagements pour des activités sportives et autres types de loisirs.
Les plans du chalet Parklane (maintenant désigné "centre des loisirs René-Veillet") avait été conçu en 1973. Le parc fut aménagé en 1974-75, ainsi que le centre des loisirs. Les bureaux du service des loisirs de la ville de Greenfield Park était installés jusqu'alors dans l'ancienne aréna sur la rue Empire. À l'ouverture du Centre des loisirs, l'administration du service des loisirs fut relocalisée au parc Parklane. Après le parc Pierre Laporte, le parc René Veillet est le deuxième en importance à Greenfield Park.

## Situation
Le parc René-Veillet est situé au coeur de l'appendice Est du territoire de Greenfield Park qui est enclavé par le territoire de l'arrondissement de Saint-Hubert. Ce parc, incluant le centre sportif René-Veillet s'avère la principale infrastructure municipale de cette zone urbaine.

## Principaux équipements
Ce parc municipal de la ville de Longueuil comporte les principaux équipements suivants:
- Aire de pique-nique,
- Chalet,
- Court de tennis éclairé (3),
- Jeu de pétanque (3),
- Module de jeux,
- Patinoire extérieure,
- Piscine,
- Planchodrome,
- Terrain de balle éclairé (2),
- Terrain de soccer éclairé (2),
- Terrain de soccer non-éclairé (1)[2].

## Toponymie
Le parc René-Veillet avait été désigné ainsi par la ville de Greenfield Park le 14 octobre 1990 pour honorer la mémoire de René Veillet (1943-1990), originaire de Sainte-Thècle, en Mauricie. Ce dernier avait fourni une contribution exceptionnelle aux activités municipales et sportives à Greenfield Park. Il avait été élu conseiller en 1982 au conseil municipal de cette ville. Il reçut un second mandat en 1986. Lors de son décès, René occupait encore le poste de conseiller dans l'équipe du maire Stephen Olynyk. René Veillet avait été nommé maire suppléant pour trois périodes: août à nov. 1984, août à nov. 1986 et août à oct. 1988. Pendant ses deux mandats au conseil municipal, René participait au comité des finances et présidait au comité du fonds de pension des employés. Il a été l'un des dirigeants du Carnaval d'hiver, organisé annuellement par la ville au début des années 1980. Il représentait souvent la ville lors d'événements publics.
René Veillet fit carrière dans le secteur financier, d'abord à la Banque de Montréal pour trois ans, puis à la Ligue des Caisses d'Économie à Montréal à partir de 1966. Sa famille s'établit en 1974 à Greenfield Park alors qu'il était nommé directeur de la Caisse d'économie jusqu'en 1982. Puis, il exerça le rôle de directeur de la Caisse d'Économie de la base d'entretien d'Air Canada à Dorval jusqu'à son décès. Il décéda d'un anévrisme à l'âge de 47 ans.
Cette désignation toponymique s'applique également au Centre sportif René-Veillet.